# Епархия Никопола

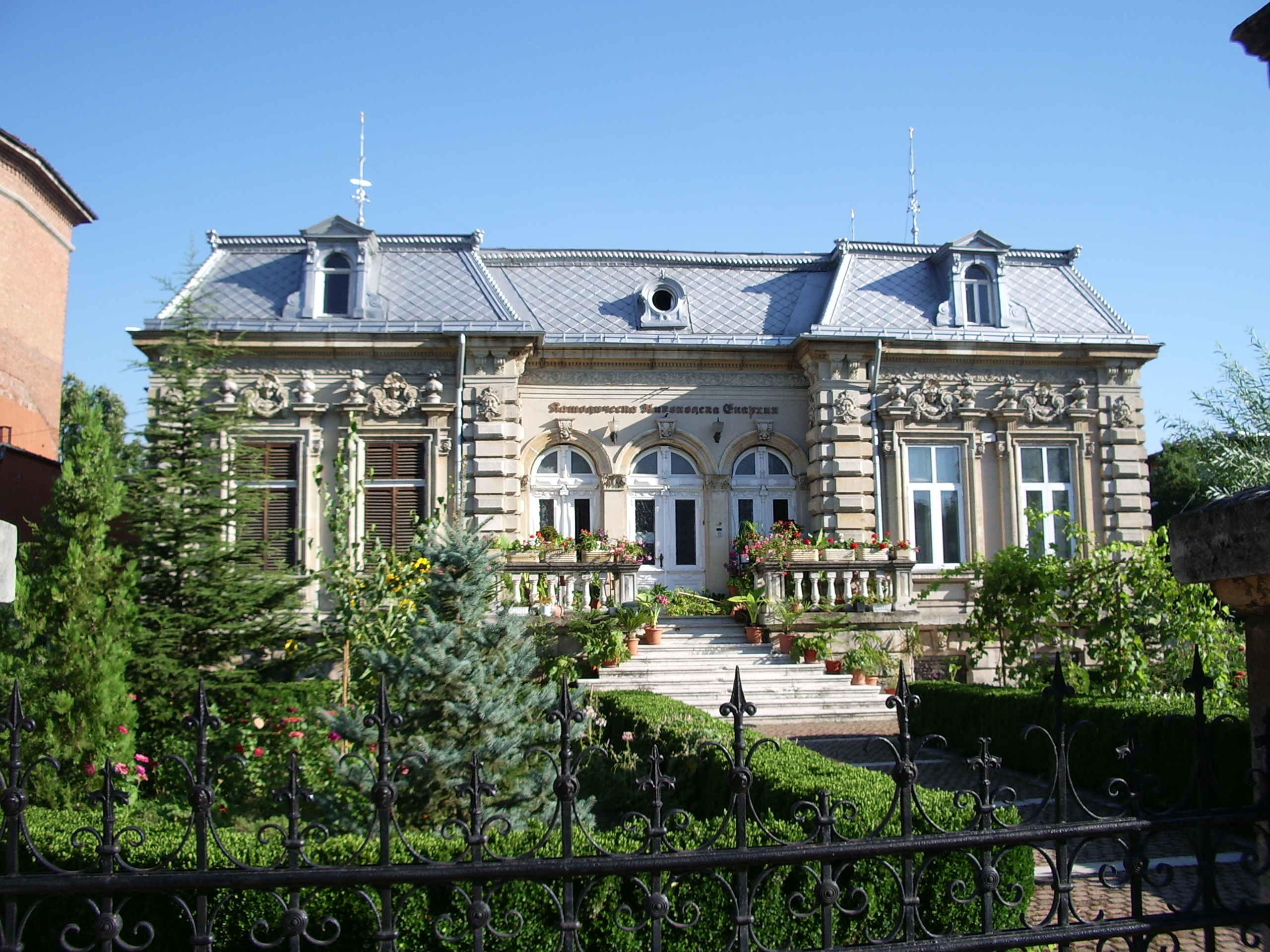
Резиденция епископа в Русе

Епархия Никопола (болг. Никополска епархия, лат. Dioecesis Nicopolitanus) — католическая епархия латинского обряда в Болгарии. Де-юре центром епархии считается город Никопол, де-факто им служит город Русе, где находится кафедральный собор, Собор Святого Павла Креста, и резиденция епископа. Епархия не входит в состав митрополий и находится в прямом подчинении Святому Престолу.

## История
Епархия Никопола образована в 1648 году папой Иннокентием X, который определил её центром Рущук (современный Русе). Епархия охватывала север современной Болгарии, её прихожанами первоначально были в основном католические переселенцы из Саксонии и Рагузы (Дубровник). В ходе турецких гонений почти полностью уничтожена, восстановлена в 1789 году.

## Статистика
По данным на 2004 год в епархии насчитывалось 30 тысяч католиков (1 % населения), 10 священников и 19 приходов. С 1995 года епархию возглавляет епископ Петко Христов (O.F.MConv).

## Список епископов
- епископ Филип Станиславов] (1648—1663);
- епископ Франческо Соймирович (1663—1673);
- епископ Филип Станиславов II (1673—1674);
- епископ Антон Стефанов (1677—1692);
  - Sede vacante (1692—1720);
- епископ Марко Андряши (1720—1723);
  - Sede vacante (1723—1724);
- епископ Балтазар Лиески (1724-…);
- епископ Никола Станиславич (1728—1739);
  - Sede vacante (1739—1745);
- епископ Антонио Бечич (1745—1750);
  - Sede vacante (1750—1751);
- епископ Никола Пулиеси (1751—1767);
- Sede vacante (1767—1768);
- епископ Себастиано Канепа (1768—1769);
  - Sede vacante (1769—1774);
- епископ Павел Дуванлия (1774—1804);
  - Sede vacante (1804—1805);
- епископ Франческо Мария Ферери (1805—1813);
  - Sede vacante (1813—1815);
- епископ Фортунато Мария Эрколани (1815—1822);
  - Sede vacante (1822—1825);
- епископ Джузепе Молайони (1825—1847);
  - Sede vacante (1847—1848);
- епископ Анджело Парси (1848—1863);
- епископ Антонио Плум (1863—1869);
  - Sede vacante (1869—1870);
- епископ Иняцио Паоли (1870—1883);
- епископ Иполито Агосто (1883—1893);
  - Sede vacante (1893—1895);
- архиепископ Анри Дулсе(1895—1913);
- епископ Леонард Баумбах (1913—1915);
- епископ Дамян Йоханес Теелен (1915—1946);
  - Sede vacante (1946—1947);
- епископ Евгений Босилков (1947—1952);
  - Sede vacante (1952—1975);
- епископ Васко Сейреков (1975—1977);
  - Sede vacante (1977—1978);
- епископ Самуил Джундрин (1978—1994);
  - Sede vacante (1994—1995);
- епископ Петко Христов (1995—2020);
- епископ Strahil Veselinov Kavalenov (20 января 2021 — по настоящее время).